# Rembrandt's J'Accuse
Rembrandt's J'Accuse es un documental estrenado en 2008, escrito y dirigido por Peter Greenaway, secuela o complemento de su película Nightwatching (2007), en la que aborda de nuevo el tema de uno de los más famosos cuadros de Rembrandt, La ronda de noche (1642) y su relación con el prematuro fin de la carrera del pintor. Rembrandt's J'Accuse formó parte de la selección oficial de la edición de 2009 del Hot Docs Canadian International Documentary Festival de Toronto.

## Sinopsis
Greenaway investiga y expone pormenorizadamente la relación entre la historia pintada en el cuadro y el desenlace en la vida del pintor. A partir de la exposición de 34 puntos el director pretende resolver el crimen contenido en el cuadro, hipótesis que solo puede resolverse en un punto final. Se intercalan recreaciones actuadas por los personajes de la historia, encarnados por los mismos actores que protagonizaron la película sobre el tema en las que, dirigiéndose al espectador, se intenta dilucidar lo ocurrido.